# Crewe and Nantwich
Crewe and Nantwich var ett distrikt i Cheshire grevskap, England. Distriktet hade 111 007 invånare (2001).

## Civil parishes
- Acton, Alpraham, Aston Juxta Mondrum, Audlem, Austerson, Baddiley, Baddington, Barthomley, Basford, Batherton, Bickerton, Blakenhall, Bridgemere, Brindley, Broomhall, Buerton, Bulkeley, Bunbury, Burland, Calveley, Checkley cum Wrinehill, Cholmondeley, Cholmondeston, Chorley, Chorlton, Church Minshull, Coole Pilate, Crewe Green, Dodcott cum Wilkesley, Doddington, Edleston, Egerton, Faddiley, Hankelow, Haslington, Hatherton, Haughton, Henhull, Hough, Hunsterson, Hurleston, Lea, Leighton, Marbury cum Quoisley, Minshull Vernon, Nantwich, Newhall, Norbury, Peckforton, Poole, Ridley, Rope, Shavington cum Gresty, Sound, Spurstow, Stapeley, Stoke, Walgherton, Wardle, Warmingham, Weston, Wettenhall, Willaston, Wirswall, Wistaston, Woolstanwood, Worleston, Wrenbury cum Frith och Wybunbury.[2]